# Vicente Blasco Ibáñez
Vicente Blasco Ibáñez (Valência, 29 de janeiro de 1867 — Menton, França, 28 de janeiro de 1928) foi um escritor, jornalista e político espanhol.

## Biografia
Nasceu em Valência a 29 de janeiro de 1867. Filho de Ramona Ibáñez e do comerciante Gaspar Blasco. Cursou os estudos de direito, na Universidade de Valência, anos nos quais pertenceu à Tuna, licenciando-se em 1888, embora sem praticamente exercer tal carreira. 
Dividiu a sua vida entre a política,o jornalismo, a literatura. Definia-se como um homem de ação, antes de literato. Entusiasta de Miguel de Cervantes  em torno à história e a literatura espanholas. Anos depois, já sendo um dos romancistas mais famosos de então, marchou até Paris, coincidindo com o começo da Primeira Guerra Mundial.
Participou em política de Brandon, caracterizando-se pelos seus ideais republicanos e pela sua oposição à monarquia, manifestando os mesmos no jornal El Pueblo, que fundou em novembro de 1894. Foi detido em 1896 e condenado a vários meses de prisão. Entre 1898 e 1907, ocupou cadeira no Congresso dos Deputados representando o Partido Republicano, denominado União Republicana, entre o republicanismo unitário e o federalista; mais tarde, pelas suas discrepâncias com o partido, integrou-se ao Partido de União Republicana Autonomista.
Recebeu a encomenda do presidente francês Raymond Poincaré de escrever um romance sobre a guerra. E esta foi Brasil: Os quatro ginetes do Apocalipse / Portugal: Os Quatro Cavaleiros do Apocalipse (1916). O autor valenciano cultivou vários gêneros dentro da narrativa. Assim, obras como Arroz e tartana (1894), Canas e barro (1902) ou A barraca (1898), entre outras, podem-se considerar romances regionais. Ao mesmo tempo, destacam-se os seus livros de caráter histórico, entre os quais encontram-se: Mare Nostrum, O cavaleiro da Virgem, o já citado Brasil: Os quatro ginetes do Apocalipse / Portugal: Os Quatro Cavaleiros do Apocalipse(1916), O Papa do Mar, Aos pés de Vênus ou de caráter autobiográfico como A malha despida, A vontade de viver e até mesmo Os Argonautas, na qual mistura algo da sua própria biografia com a história da colonização espanhola da América. Também se destaca A catedral, detalhado afresco dos eclesiásticos da catedral de Toledo.
Morreu em Menton (França) a 28 de janeiro de 1928. Os seus restos foram repatriados cinco anos mais tarde, durante a Segunda República Espanhola, e chegaram ao porto de Valência a  29 de outubro de 1933. 
Embora por alguns críticos fosse incluído entre os escritores da Geração de 98, os seus conterrâneos não o admitiram entre eles. 
Vicente Blasco Ibáñez era filho de aragoneses e produziu as suas obras em castelhano, apesar de fornecer algum conto curto em valenciano para o almanaque da sociedade El Rat Penat.
Conservou uma vila na Praia da Malvarrosa de Valência, na qual debatia com os intelectuais e amigos da sua época. Esta vila, atualmente restaurada, é a "Casa Museu Vicente Blasco Ibáñez".
Começa a envolver-se na vida política de Valência ao assistir às reuniões que o partido A Bandeira Federal organizava no casinho das Juventudes Federais. Nas suas primeiras intervenções em público monstra um enorme poder de persuasão.
Enfrenta-se à realidade da Valência daqueles tempos na qual o analfabetismo do povo se unia a umas condições de vida precárias, e tudo isso unido a umas crenças anquilosadas e inimigas de tudo melhoramento. Blasco Ibañez vê-se na necessidade moral de denunciar os abusos e contribuir para o progresso do povo. 
Ao organizar manifestações contra Cánovas del Castillo, é perseguido pela justiça e oculta-se; finalmente chegou a Paris, onde passou o Inverno de 1890 ao 1891. Escreveu crônicas do que via para alguns jornais e começou a sua etapa jornalística. Aos 16 anos já tinha fundado um jornal semanal que, pela sua minoridade, pôs a nome de um amigo seu sapateiro. Depois fundará a editorial Prometeo, ainda vigente na atualidade.

### Itália
Perseguido novamente pelas autoridades, viaja a Itália. Surge assim No país da arte, uma guia da Itália. Todas estas crônicas são publicadas em sucessivas entregas no seu jornal. 
Já de volta para Valência, foi apresado e passou o Inverno de 1896 a 1897 no cárcere de San Gregorio. Ali escreve O despertar de Budha, conto que narra a história do místico Sidharta Gautama quando foge do palácio do seu pai para atingir a iluminação sob a árvore Bodhi.

### Madrid
Teve de residir em Madrid por questões políticas, e aqui conhece os irmãos Benlliure; Mariano, o famoso escultor que posteriormente esculpiria uma estátua com a efígie do romancista, e Juan Antonio, o pintor. 
Frequenta a livraria San Fernando, onde se relaciona com os intelectuais do seu tempo, Luis Morote, Santiago Rusiñol e Emilia Pardo Bazán. 
Bem como em Paris e na Itália, escreveu crônicas para El Pueblo, nas quais descrevia Madrid. 
Após o assassinato de Cánovas del Castillo e a mudança de governo, Blasco regressou para Valência. A  28 de abril de 1898, foi eleito deputado republicano por Valência nas Cortes, três dias após se ter declarado a Guerra Hispano-Americana contra os EUA, após o estouro do Maine.

### América
Um dos retratos que Joaquín Sorolla fez ao romancista, com o título de "Cavalheiro espanhol", foi adquirido pelo museu The Hispanic Society of America de Nova York. Pouco depois foi ele que viajou ao novo continente. 
Após uma acolhida em Portugal, viajou à Argentina, onde foi recebido por milhares de pessoas. Em Buenos Aires ofereceu conferências sobre variados temas: Napoleão, Wagner, pintores do Renascimento, a Revolução Francesa, Cervantes. Temas de filosofia, de cozinha, etc. 
Da Espanha não nos separa senão o Atlântico - diz - e os mares não são nada nem são de ninguém. Após passar pelo Chile, regressa a Madrid para escrever Argentina e as suas grandezas. 
O escritor voltaria a Argentina para ser agricultor. Com outros agricultores valencianos, fundou a colônia Nova Valência na província de Corrientes. Contudo, as excessivas dificuldades, produzidas em grande parte pela crise que assolava o país, levam a tomar a decisão de vender a colônia. Em Argentina também fundou a localidade de Cervantes, na província de Rio Negro. 
Em julho de 1914 estoura a guerra europeia. Blasco converteu-se em correspondente, visitando as frentes e as linhas de fogo. Com a guerra vêm a morte, a fome e a peste, Brasil: Os quatro ginetes do Apocalipse / Portugal: Os Quatro Cavaleiros do Apocalipse, título do romance que culminará o seu grande sucesso como escritor. 
O livro adquire grande fama internacional na América, onde se venderam mais de dez milhões de exemplares. 

## Obras
A obra de Vicente Blasco Ibáñez, na maioria das histórias da literatura espanhola em uso, pelas suas características gerais qualifica-se como pertencente ao Naturalismo literário. Também se podem observar, na sua primeira fase, alguns elementos costumistas e regionalistas.

### Títulos
Em ordem alfabética:
- A los pies de Venus (1926)
- Argentina y sus grandezas (1910)
- Arroz y tartana (1894) [1]
- Cañas y barro (1902) [2]
- Cuentos valencianos
- El caballero de la Virgen
- El femater (1893)
- El intruso (1904)
- El papa del mar (1925)
- El paraíso de las mujeres (1922) [3]
- El préstamo de la difunta [4]

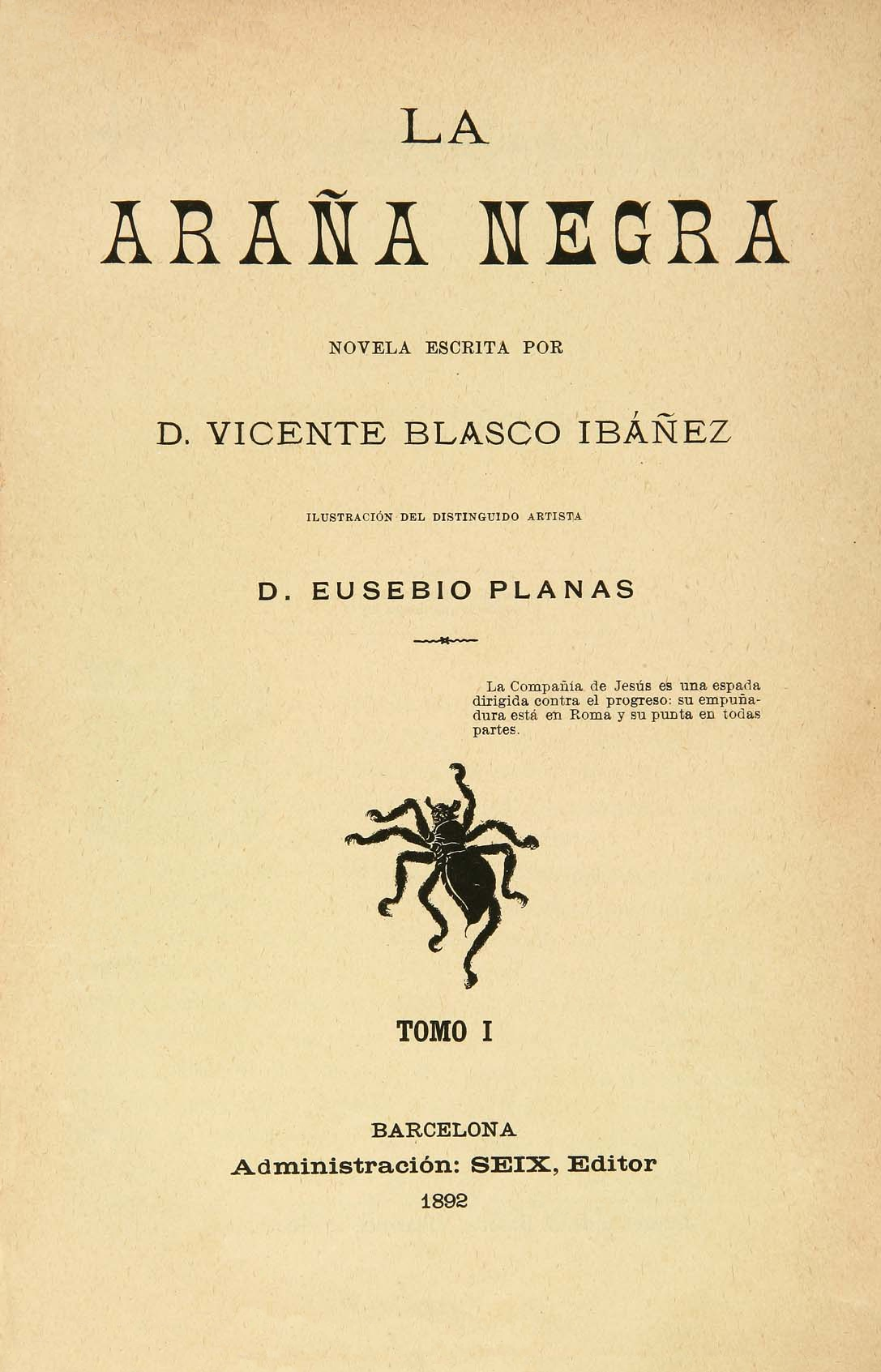
La araña negra (1892) cobrir tomo I.

- El sol de los muertos (cuento)|El sol de los muertos
- En busca del Gran Khan (1929, publicada postumamente)
- Los enemigos de la mujer (1919)
- Entre naranjos (1900) [5]
- El fantasma de las alas de oro
- Flor de mayo (1895)
- La araña negra (1892)
- A Cabana - no original La Barraca (1898) [6]
- La bodega (1904/5)
- La catedral (1903) [7]
- La condenada y otros cuentos (1979) (Editado pelos herdeiros)
- La horda (1905)
- La maja desnuda (1906)
- La Tierra de Todos (1922) [8]
- Los argonautas (1915)
- Brasil: Os quatro ginetes do Apocalipse / Portugal: Os Quatro Cavaleiros do Apocalipse - no original Los cuatro jinetes del Apocalipsis (1916) [9]
- Los fanáticos (1894)
- Los muertos mandan (1909)
- Luna Benamor (1909)
- Mare Nostrum
- Militarismo mejicano (1920)
- Novelas de la costa azul
- Oriente
- Puesta de sol
- Sangre y arena (1908)
- Sónnica la cortesana (1901)
- Vistas sudamericanas
- ¡Viva la república! (1893)
- La voluntad de vivir. (1907; publicada em 1953)
- La vuelta al mundo de un novelista

## Adaptações ao cine
Hollywood efetuou versões de alguns dos romances do valenciano, e o cine espanhol da década de 1900 realizou também alguma adaptação. O próprio escritor dirigiu junto a Max André a primeira versão de Sangre y arena.
Os quatro ginetes do Apocalipse, estreada em 1921, que tornou Rodolfo Valentino em estrela, junto a Nita Naldi (Vincente Minnelli realizou outra versão em 1962); Sangue e Areia (1922)'' (1922) de Fred Niblo, que teve uma nova  versão com o mesmo título em 1941 com Tyrone Power, Linda Darnell, Rita Hayworth e Anthony Quinn; e Mare nostrum (1926). Greta Garbo debutou em Hollywood com duas adaptações de Vicente Blasco Ibáñez: O Torrente, dirigida por Monta Bell e baseada em Entre laranjos, e A terra de todos que começou a dirigir o mestre sueco Mauritz Stiller e terminou Fred Niblo. 
Em 1941 foi feita outra versão de Sangue e Areia. Na Espanha, Rafael Gil rodou Mare Nostrum em 1948. No cine hispano-americano também foram feitas versões dos romances mais famosos do autor, como "La Barraca" de 1945 dirigida por Roberto Gavaldón,  (bem como nas TV do Brasil ou do México) durante as décadas de 1950 e 60, e em Hollywood foi adaptada uma versão de La maja desnuda (1958) com Ava Gardner e Tony Franciosa, e "Os quatro ginetes do apocalipse".
Na década de 1970 foram levadas à TV espanhola as obras "A barraca", "Canas e barro", com grande popularidade.
Nos últimos anos, brilharam duas produções espanholas para a TV baseadas em obras do autor valenciano: Entre naranjos em 1996 dirigida por Josefina Molina, e Arroz y tartana em 2005.